# Premio Giorgio Scerbanenco

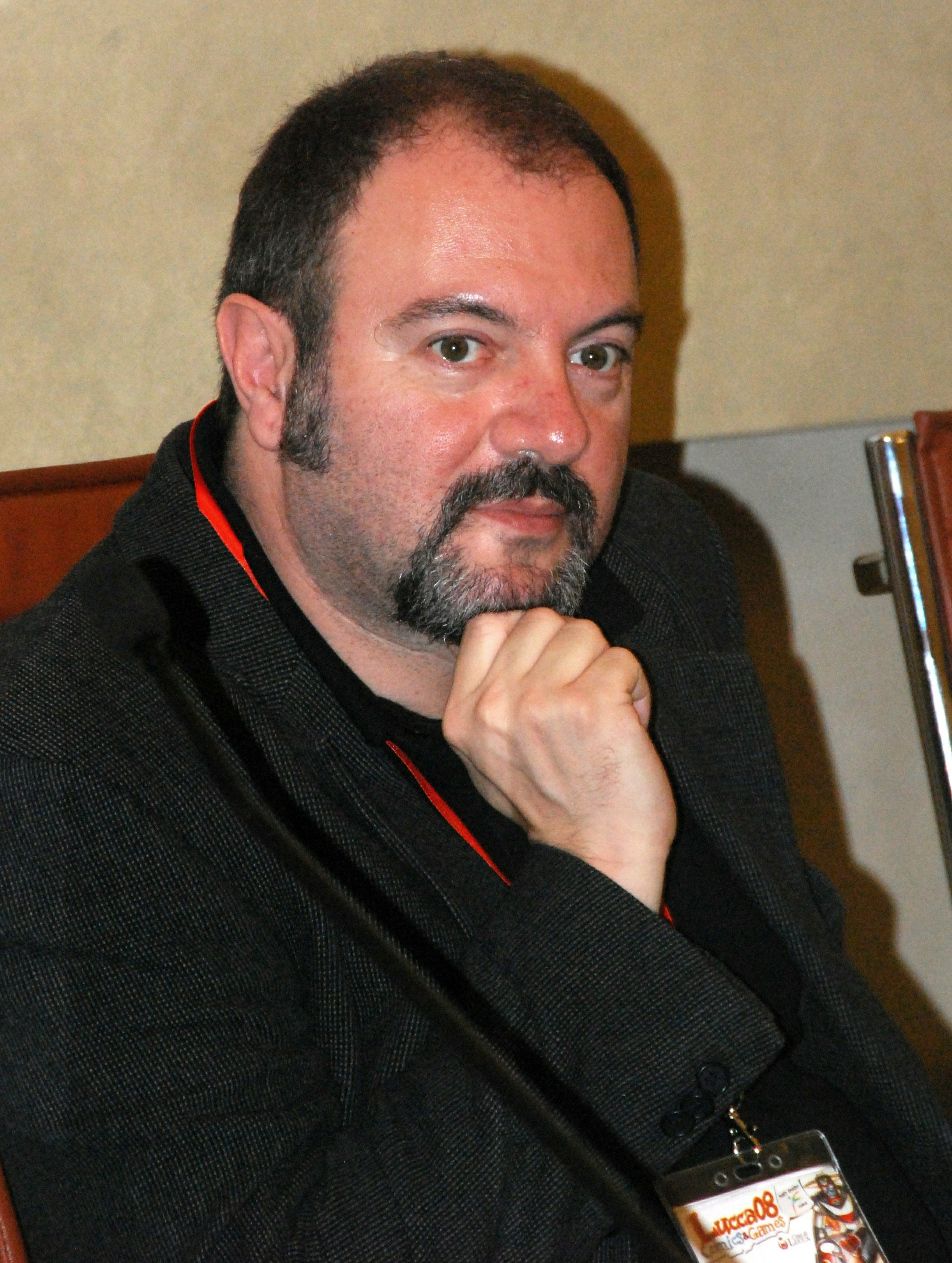
1996 und 2007 preisgekrönt: Carlo Lucarelli

Der Premio Giorgio Scerbanenco – La Stampa ist ein italienischer Literaturpreis, mit dem seit 1993 der beste italienischsprachige Kriminalroman des Jahres ausgezeichnet wird. Er gilt in Italien als bedeutendste Auszeichnung für Werke der Kriminalliteratur und wird jedes Jahr im Dezember in Kooperation mit der Tageszeitung La Stampa auf dem Noir in Festival in Courmayeur vergeben. Namensgeber für die Auszeichnung ist der ursprünglich aus der Ukraine stammende Italiener Giorgio Scerbanenco (1911–1969). Der Autor, 1968 mit dem renommierten französischen Grand prix de littérature policière preisgekrönt, erlangte in Italien vor allem durch seine Kriminalromane um den ehemaligen Naturwissenschaftler und Detektiv Duca Lamberti große Bekanntheit. Die Auszeichnung wurde durch seine Tochter Cecilia Scerbanenco ins Leben gerufen.
Über den Gewinner stimmt eine Jury bestehend aus Literaturkritikern, bekannten Kriminalschriftstellern und in Ausnahmefällen der Preisgründerin ab. Der Jury steht außerdem ein Präsident vor. Die Jurymitglieder stellen jedes Jahr eine Auswahlliste an Kriminalromanen (sowohl klassische Vertreter des Genres, als auch italienische hard-boiled-Krimis) zusammen, die in den letzten zwölf Monaten erschienen sind. Die Titelliste, die um die zwanzig Werke umfasst, wird mehrere Wochen vor Beginn des Festivals auf der Internetseite des Courmayeur Noir in Festivals veröffentlicht und die Öffentlichkeit wird dazu aufgerufen über ihre Favoriten abzustimmen. Die Publikumsstimmen gehen in die Jurywertung mit ein, die aus der Titelliste mehrere Finalisten auswählt, unter denen dann der Premio Scerbanenco vergeben wird.
2007 wurde aus Anlass des fünfzehnjährigen Bestehens des Premio Scerbanenco ein Spezialpreis unter allen bisherigen Gewinnern ausgelobt. Den „SuperScerbanenco“ erhielten die Sieger der Jahre 1996 und 2003, Carlo Lucarelli und Giancarlo De Cataldo.

## Preisträger
| Jahr | Preisträger                            | Romantitel                 | Deutscher Titel                |
| 1993 | Renato Olivieri                        | Madame Strauss             | Madame Strauss                 |
| 1994 | Tiziano Sclavi                         | Mostri                     | (nicht übersetzt)              |
| 1995 | Andrea G. Pinketts                     | Il senso della frase       | (nicht übersetzt)              |
| 1996 | Carlo Lucarelli*                       | Via delle Oche             | Der rote Sonntag               |
| 1997 | Alan D. Altieri                        | Kondor                     | (nicht übersetzt)              |
| 1998 | Marcello Fois                          | Sempre caro                | Tausend Schritte               |
| 1999 | Pino Cacucci                           | Demasiado corazón          | (nicht übersetzt)              |
| 2000 | Franco Mimmi                           | Il nostro agente in Giudea | Unser Agent in Judäa           |
| 2001 | Claudia Salvatori                      | Sublime anima di donna     | (nicht übersetzt)              |
| 2002 | Massimo Carlotto                       | Il maestro di nodi         | (nicht übersetzt)              |
| 2003 | Giancarlo De Cataldo*                  | Romanzo criminale          | Romanzo Criminale              |
| 2004 | Piero Colaprico                        | Trilogia della città di M  | (nicht übersetzt)              |
| 2004 | Barbara Garlaschelli                   | Sorelle                    | (nicht übersetzt)              |
| 2005 | Leonardo Gori                          | L’angelo del fango         | (nicht übersetzt)              |
| 2006 | Giancarlo Narciso                      | Incontro a Daunanda        | Das Gesicht der Fremden        |
| 2007 | Francesco Guccini Loriano Macchiavelli | Tango e gli altri          | (nicht übersetzt)              |
| 2008 | Paola Barbato                          | Mani Nude                  | (nicht übersetzt)              |
| 2009 | Marco Vichi                            | Morte a Firenze            | Dunkle Wasser in Florenz       |
| 2010 | Elisabetta Bucciarelli                 | Ti voglio credere          | Ich will dir glauben           |
| 2011 | Gianni Biondillo                       | I materiali del killer     | (nicht übersetzt)              |
| 2012 | Maurizio de Giovanni                   | Il metodo del coccodrillo  | Das Krokodil                   |
| 2013 | Donato Carrisi                         | L’ipotesi del male         | Die Totenjägerin               |
| 2014 | Gianrico Carofiglio                    | Una mutevole verità        | Trügerische Gewissheit         |
| 2015 | Giampaolo Simi                         | Cosa resta di noi          | (nicht übersetzt)              |
| 2016 | Fabio Stassi                           | La lettrice scomparsa      | (nicht übersetzt)              |
| 2017 | Luca D’Andrea                          | Lissy                      | Das Böse, es bleibt            |
| 2018 | Patrick Fogli                          | A chi appartiene la notte  | (nicht übersetzt)              |
| 2019 | Piergiorgio Pulixi                     | L’isola delle anime        | (nicht übersetzt)              |
| 2020 | Tullio Avoledo                         | Nero come la notte         | (nicht übersetzt)              |
| 2021 | Antonella Lattanzi                     | Questo giorno che incombe  | Das Versprechen der Dunkelheit |

* = Träger des im Jahr 2007 zum fünfzehnjährigen Bestehen des Preises vergebenen „SuperScerbanenco“